# Ried fan de Fryske Beweging
Der Ried fan de Fryske Beweging (RfdFB) (deutsch: Rat der Friesischen Bewegung) ist eine Organisation, die sich für den Erhalt der westfriesischen Sprache und Kultur im niederländischen Friesland einsetzt. Der vollständig unabhängige Rat ist eine Stiftung von zurzeit zwölf unabhängigen friesischen Organisationen. Dazu gehören etwa die Sektion West des Friesenrats (Fryske Rie) und der Unterstützerverein des friesischen Rundfunks Freonen fan Omrop Fryslân, aber auch Vereine der anderen Regionalsprachen Frieslands (Bildts, Stellingwerfs). Die Stiftung wurde 1945 gegründet. Von 1990 bis 1997 gab sie die Zeitschrift Mear oer fryske taal en kultuer heraus. Seit 2000 erscheint die Zeitschrift Swingel. 

## Struktur
Neben den zwölf Vereinigungen, die insgesamt etwa 12.000 Menschen vertreten, sind auch ungefähr 500 unterstützende Einzelmitglieder dem Ried angeschlossen. Die namengebende Ratsversammlung setzt sich aus Vertretern der Organisationen und mehreren Einzelunterstützern zusammen.
Liste der Vereinigungen und Stiftungen:
- It Frysk Amateur Toaniel
- Betinking Slach by Warns
- Frysk Boun om Utens
- Stifting Krúspunt
- Feriening Frysk Underwiis
- De Stellingwarver Schrieversronte
- Feriening Freonen fan Omrop Fryslân
- Folkshegeskoalle Schylgeralân
- Federaasje fan Fryske Studinteferienings
- Selskip foar Fryske Tael en Skriftekennisse
- Jongfryske Mienskip
- Fryske Rie